# Colonialism
     Regatul Unit
     Franța
     Spania
     Portugalia
     Olanda
     Germania
     Imperiul Otoman
     Belgia
     Rusia
     Japonia
     China (Dinastia Qing)
     Imperiul Austro-Ungar
     Danemarca
     Suedia și Norvegia
     SUA
     Italia
     Alte țări independente

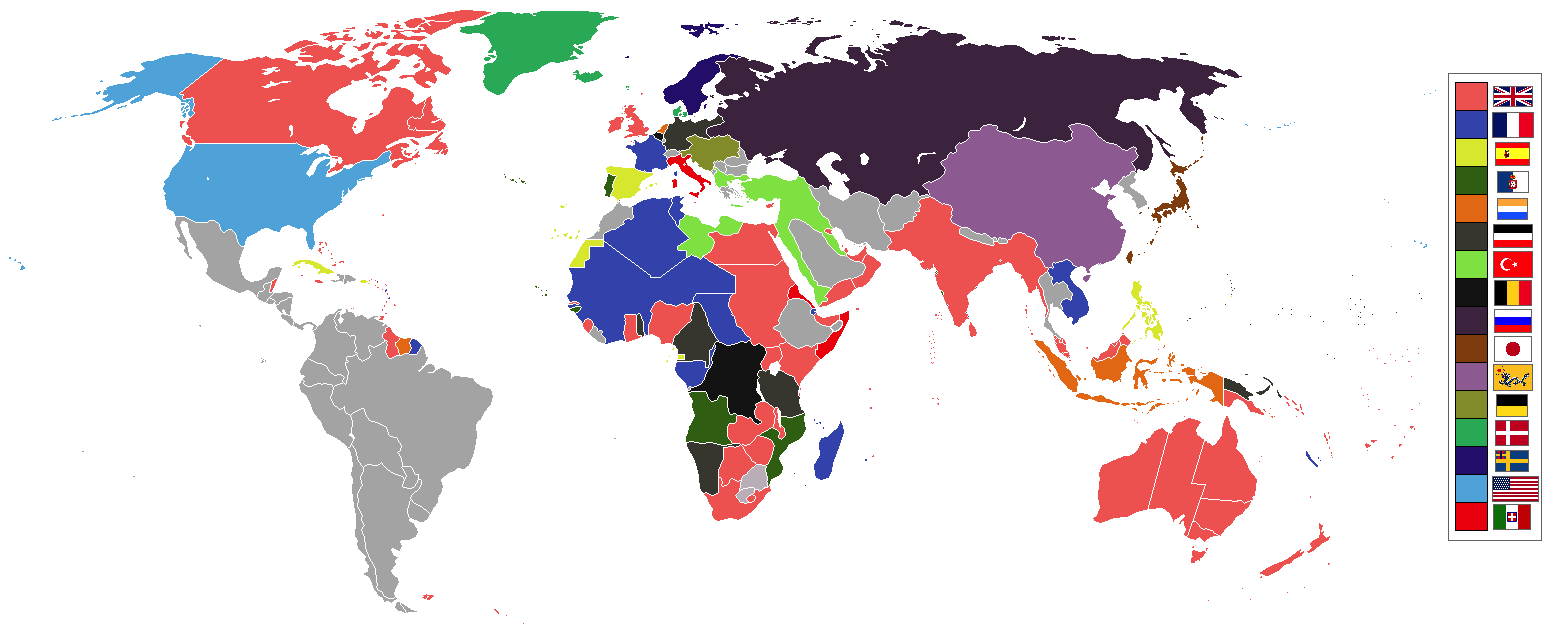
Teritoriile coloniale (1898)
Regatul Unit
Franța
Spania
Portugalia
Olanda
Germania
Imperiul Otoman
Belgia
Rusia
Japonia
China (Dinastia Qing)
Imperiul Austro-Ungar
Danemarca
Suedia și Norvegia
SUA
Italia
Alte țări independente

Colonialismul este o formă de dominație ideologică, politică sau culturală a unui stat asupra unui teritoriu (numit de obicei „colonie”), care atrage după sine și o stare de dependență economică a coloniei respective.
Colonialismul constă în dobândirea, organizarea, exploatarea, menținerea și expansiunea de colonii într-un teritoriu de către o putere politică dintr-un alt teritoriu. Reprezintă un sistem de relații inegale între puterea colonială și colonie și deseori între coloniști și populația indigenă.
Primele colonizări de teritorii au apărut încă din antichitate. Colonizarea de după perioada marilor descoperiri geografice din timpul lui Columb (1492), Magellan sau Vasco da Gama are o formă nouă, care durează până la sfârșitul celui de-al Doilea Război Mondial. Această formă de colonialism este pregnant legată de ideologia imperialistă. Pe plantațiile din colonii, plantatorii au folosit o perioadă munca ieftină a sclavilor.
Termenii „imperialism” și „colonialism” au fost și termeni preferați de propaganda cu care comunismul critica orânduirea capitalistă.